# 렙틴

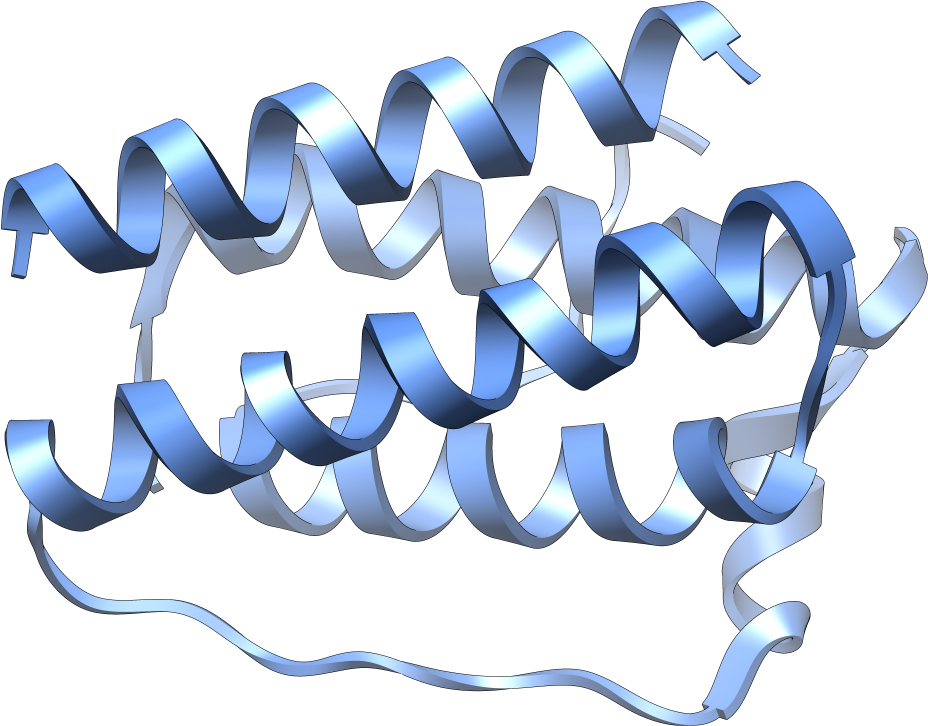
1ax8 기반의 PDB 렌더링

렙틴(영어: leptin, "얇은"을 뜻하는 λεπτός)은 지방세포에서 분비되는 나선형 단백질이자 포만감, 식욕 억제와 관련된 호르몬이다. 식욕과 배고픔의 사이클에 피드백으로 관여한다. 물질대사, 행동을 포함한 에너지 섭취, 소비 조절에 중요한 역할을 하는 16 kDa 단백질 호르몬이다. 지방에서 나오는 가장 중요한 호르몬들 가운데 하나이다. 표적세포는 시상하부이다. 렙틴은 렙틴 수용체와 결합함으로써 작용한다. 렙틴 수용체는 주로 포만중추와 섭식 중추에 있는데, 포만 중추의 경우, 활성을 촉진시키고, 섭식 중추의 경우, 활성을 억제시킨다. Ob(Lep) 유전자는 인간의 경우 7번 염색체에 위치해 있다.

## 뇌의 에너지 항상성
그렐린(식욕)과 렙틴(포만감)이 사이클로 작용함으로써 식욕을 느끼고 음식을 섭취할뿐만아니라 이로써 에너지를 저장하며 음식 섭취를 중단하는 이러한 일련의 과정은 에너지 대사의 항상성(homeostasis)을 유지하는 시스템으로 뇌의 시상하부 특정영역에 위치하고 있으며 뇌가 하는 중요한 역할중 하나로 다루어진다.

## 같이 보기
- 그렐린
- 인슐린 저항성

## 참조
1. ↑  Brennan AM, Mantzoros CS (2006년 6월). “Drug Insight: the role of leptin in human physiology and pathophysiology--emerging clinical applications”. 《Nat Clin Pract Endocrinol Metab》 2 (6): 318–327. doi:10.1038/ncpendmet0196. PMID 16932309.
2. ↑  GreGreen ED, Maffei M, Braden VV, Proenca R, DeSilva U, Zhang Y, Chua SC Jr, Leibel RL, Weissenbach J, Friedman JM (1995년 8월). “The human obese (OB) gene: RNA expression pattern and mapping on the physical, cytogenetic, and genetic maps of chromosome 7”. 《Genome Res.》 5 (1): 5–12. doi:10.1101/gr.5.1.5. PMID 8717050.